# Min (culinária)

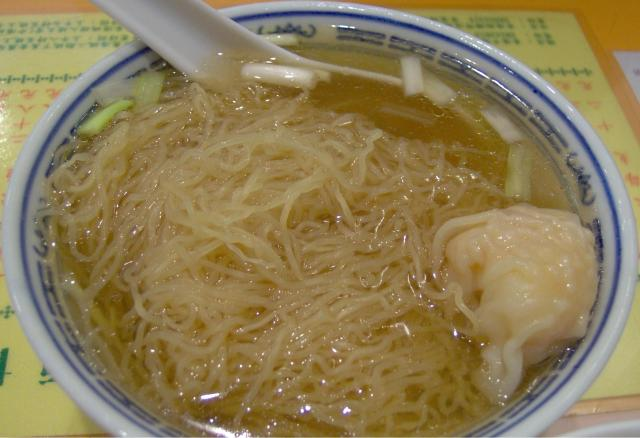
Sopa de fitas com van-tan (雲吞麵 - wan4 tan1 min6, em cantonês).

Min (como em chau min) é a família de massas alimentícias da culinária da China; o nome em língua chinesa escreve-se 麵 (tradicional), 面 (simplificado), e é transliterado em pinyin como miàn, mien ou mein.
Os min são feitos de massa de farinha de trigo ou arroz, água, por vezes ovos e sal, e podem ser secos para serem cozinhados mais tarde.

## Lista de nomes de min
A nomenclatura do min é dificultada pelo vasto espectro de variedades e pelos muitos dialectos da língua chinesa. Cada tipo tem um nome em mandarim mas, em Hong Kong e Guangdong é utilizada a palavra em cantonês e em Taiwan, Malásia, Singapura e noutros países do Sueste Asiático usa-se a variante em minnan.
No português de Macau, estas massas são designadas como fitas, sendo comuns os estabelecimentos de sopa de fitas.
| Caracteres | Pinyin   | Cantonês | Hokkien   | Descrição                                             | Equivalente ocidental |
| ---------- | -------- | -------- | --------- | ----------------------------------------------------- | --------------------- |
| 面/麺/麵   | miàn     | min      | mee       | Spaghetti grosso com ovo                              | Spaghetti             |
|            |          |          | Mee kiah  | Spaghetti fino com ovo                                | Vermicelli            |
| 面薄       | miàn báo |          | Mee pok   | Spaghetti em fita com ovo                             | Fettuccini            |
| 拉面       | lā miàn  | lai mien |           | Spaghetti com ovo cortado à mão; equivalente ao lámen |                       |
| 米粉       | mǐfěn    | mai fun  | bee hoon  | Spaghetti fino de farinha de arroz                    | Vermicelli de arroz   |
| 叻沙       | lè shā   |          | Laksa     | Peranakan                                             | Spaghetti de arroz    |
| 果条       | gǔotiáo  |          | kway teow | Spaghetti em fita de arroz                            | Fettuccini de arroz   |
| 河粉       | héfěn    | ho fun   | hor fun   | Spaghetti de arroz em lâminas                         | Pappardelle de arroz  |
| 伊面       | yī miàn  |          | Ee Mee    |                                                       |                       |